# Стецюра, Николай Васильевич
Никола́й Васи́льевич Стецю́ра (1898, с. Озеряны Полтавской губернии — 1942) — деятель ВКП(б), член ЦК КП(б) Казахстана. Председатель Исполкома Актюбинского облсовета. Входил в состав особой тройки НКВД СССР.

## Биография
Николай Васильевич Стецюра родился в 1898 году в селе Озеряне Полтавской губернии России.
В 1916—1917 годах участвует в Первой мировой войне в составе русской армии.
В 1918 году вступает в Красную гвардию организованную в городе Лохвица (Полтавская губерния). В 1918—1919 годах партизанит в Лохвицком уезде.
Вступает в РКП(б) в 1919 году и становится военным руководителем Лохвицкого уездного военкомата. Далее, с 1919 по 1924 годы служба в РККА.
- В 1924—1925 гг. — секретарь ячейки КП(б) Украины сахарного завода (с. Шармковка Полтавской губернии).
- В 1925—1926 гг. — ответственный секретарь Туровковского райкома КП(б)У (Прилукский округ).
- В 1926—1927 гг. — заместитель заведующего Прилукским окротделом коммунального хозяйства.
- В 1927—1929 гг. — заведующий Орготделом Прилукского окружкома КП(б)У.
- В 1929—1930 гг. — ответственный секретарь Прилукского окружкома КП(б) Украины.
- В 1930—1932 гг. — слушатель Курсов марксизма-ленинизма при ЦК ВКП(б).
- В 1932—1934 гг. — заведующий Орготделом Западно-Казахстанского обкома ВКП(б).
- В 1934—1936 гг. — 2-й секретарь Западно-Казахстанского обкома ВКП(б).
- В 1936—1938 гг. — председатель Исполкома Актюбинского облсовета. Этот период отмечен вхождением в состав особой тройки, созданной по приказу НКВД СССР от 30.07.1937 № 00447[1] и активным участием в сталинских репрессиях[2].
- В 1937—1938 гг. — член ЦК КП(б) Казахстана.

## Завершающий этап
Арестован 20 марта 1938 г. УГБ НКВД Казахской ССР. 8 сентября 1941 г. приговорён Особым совещанием НКВД Казахской ССР с обвинением по статьям 58-2, 58-8, 58-11 УК РСФСР, к 8 годам ИТЛ. Умер в заключении в 1942 году. 27 июля 1956 года был реабилитирован Военным трибуналом Туркестанского военного округа за отсутствием состава преступления.